# Criminal Case
Criminal Case è un videogioco rompicapo a tema poliziesco pubblicato il 15 novembre 2012 per Facebook. Una versione iOS è stata pubblicata il 28 agosto 2014, seguita da  Android il 15 aprile 2015. Nel 2018, la versione di Facebook è stata convertita da Adobe Flash a HTML5. Sviluppato e pubblicato dallo studio indipendente francese Pretty Simple, Criminal Case ha oltre dieci milioni di utenti mensili con un utilizzo medio. Il 9 dicembre 2013, Criminal Case è stato dichiarato Facebook Game of the Year 2013.

## Sviluppo del gioco
La Pretty Simple viene fondata nel 2010 da Bastien Cazenave e Corentin Raux e sostenuta da Idinvest Partners. Originariamente Idenvest ha raccolto € 300.000 come capitale iniziale, a cui sono seguiti altri € 2,5 milioni dopo che il gioco ha raggiunto un livello di successo modesto. Il tema dell'indagine sull'omicidio è stato scelto per primo dagli sviluppatori, che hanno deciso di realizzare il gioco nel genere "oggetti nascosti" a causa del suo senso sia commerciale che personale. Solo due mesi dopo il lancio dei giochi, aveva 1 milione di utenti attivi giornalieri.  A partire dalla metà del 2013, Criminal Case ha attirato oltre dieci milioni di utenti medi mensili ed è diventato altamente competitivo con Candy Crush Saga, il gioco più popolare su Facebook con oltre 46 milioni di utenti mensili di tipo medio. Gli sviluppatori hanno spiegato alla fine del 2013: "Per pubblicare un'indagine ogni settimana, ci sono quasi 30 persone che ci lavorano. Abbiamo scrittori e artisti che stanno davvero lavorando sodo per pubblicare questo contenuto." Il 4 dicembre 2013, il gioco ha raggiunto oltre 100 milioni di utenti. Cinque giorni dopo, Criminal Case ha vinto il premio Facebook Game of the Year 2013. A questo punto gli episodi erano stati tradotti in nove lingue, e stavano facendo una somma di entrate a 8 cifre. Il gioco ha una percentuale del 40% di utenti di Facebook. Alcune ragioni citate per il successo del gioco includono scene del crimine grafiche e narrazioni significative. ricerca 2017 di United Worldwide ha rilevato che l'80% dei giocatori attivi sono donne di età compresa tra 30 e 55 anni. Sette titoli aggiuntivi, Criminal Case, Criminal Case: Pacific Bay, Criminal Case: Save the World!, Criminal Case: Mysteries of the Past, Criminal Case: The Conspiracy, Criminal Case: Travel in Time e Criminal Case: Supernatural Investigations sono stati lanciati.

## Accoglienza
L'Australian Council on Children and the Media ha assegnato al gioco un punteggio ambra (è necessaria la supervisione dei genitori) a causa del contenuto di elementi di gioco. Allo stesso modo, SaferKid ha avvertito i genitori che il titolo includeva umorismo volgare e volgarità. Common Sense Media lo ha ritenuto "raffinato" e "interessante". AdWeek ha elogiato la storia forte del gioco e l'interessante gameplay. Lo spettro ha ritenuto che il gioco fosse "stranamente raccapricciante" e "stravagante". Funky Games ha pensato che fosse uno dei cinque migliori giochi di oggetti nascosti per piattaforme Android o iOS. Kotaku ha descritto il gioco come oscuro e grintoso, anche se ha ritenuto che l'elemento pay-to-play del gioco li trattenesse dal progredire.